# Slavkovická Hora
Slavkovická Hora (dříve též Kolná Hora, německy Kolnahora) je osada v okrese Písek v Jihočeském kraji. Je součástí obce Mišovice a katastrálního území Pohoří u Mirovic. Nachází se asi 5,5 km jihozápadně od Mirovic a asi 27 km severozápadně od Písku. V roce 2021 zde žilo 19 obyvatel v sedmi domech.
Je zde registrováno 14 čísel popisných. Poblíž se nachází vrchol vysoký 528 m n. m.
Osada byla založena v 90. letech 18. století, kdy zde bylo postaveno prvních pět domů s čp. 13 až 17. Ty v osadě stále existují, nacházejí se spolu s novějším domem čp. 29 v její východní polovině.